# Monophyllaea fissilis
Monophyllaea fissilis är en tvåhjärtbladig växtart som beskrevs av Brian Laurence Burtt. Monophyllaea fissilis ingår i släktet Monophyllaea och familjen Gesneriaceae. Inga underarter finns listade i Catalogue of Life.